# Bagamoyo
Bagamoyo è una cittadina della Tanzania, capoluogo del distretto omonimo, nella regione di Pwani. Si trova nella costa sull'Oceano Indiano, pressappoco di fronte a Zanzibar, 75 km circa a nord di Dar es Salaam. L'area intorno alla città è ricca di siti di interesse storico, risalenti a diverse epoche, ed è stata avanzata la proposta di includerla fra i Patrimoni dell'umanità UNESCO.

## Storia

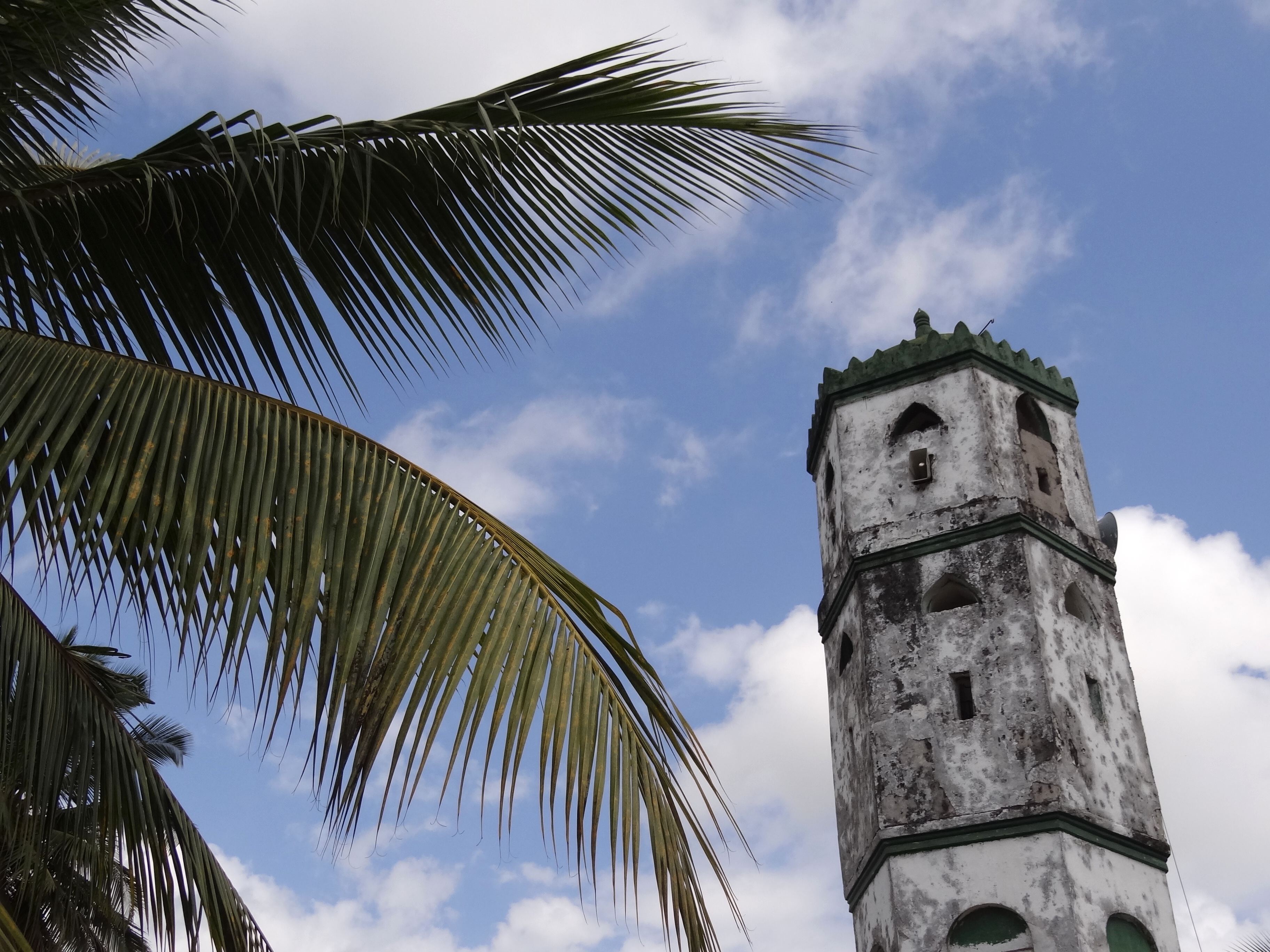
Minareto

Le rovine di alcune moschee e monumenti funebri a Kaole (5 km a sud di Bagamoyo) attestano una presenza musulmana nell'area almeno dal XIII secolo. Nel XVIII secolo, Bagamoyo era un piccolo centro commerciale, abitato principalmente da pescatori e contadini; vi si vendevano tra l'altro pesce, sale e gomma. Verso la fine del secolo alcune potenti famiglie musulmane imparentate con Shamvi la Magimba del Sultanato di Oman presero il controllo della zona, imponendo il pagamento di tasse alla popolazione locale e dando vita al commercio prima di sale e poi di avorio e di schiavi. Questo traffico di merci ebbe come conseguenza un rapido sviluppo di Bagamoyo, che divenne un importante snodo commerciale fra le località dell'entroterra (Morogoro, il Lago Tanganica, Monti Usambara) e Zanzibar. Fu in questo periodo che Bagamoyo acquisì il proprio nome attuale, che in swahili significa "deponi il tuo cuore". L'interpretazione di questo nome è stata a lungo disputata dagli storici: alcuni l'hanno collegata agli schiavi che qui venivano portati per essere poi venduti oltremare (e che quindi qui abbandonavano ogni speranza); tuttavia, oggi gli studi più autorevoli concordano nell'attribuirla alle carovane di liberi portatori, che giunti in città potevano finalmente riposare e spendere i proventi di lunghi e pericolosi mesi di viaggio.
Intorno alla metà del XIX secolo Bagamoyo fu anche scelta come base di partenza dagli esploratori Europei che partivano per l'entroterra. Tra gli altri, passarono a Bagamoyo Richard Francis Burton, John Hanning Speke, Henry Morton Stanley, Gaetano Casati, Emin Pascià e James Augustus Grant. David Livingstone non visitò mai Bagamoyo da vivo (contrariamente a quanto riportato da alcune fonti), ma il suo cadavere sostò a Bagamoyo prima di essere portato a Zanzibar (il campanile in cui fu custodito il corpo di Livingstone oggi si chiama "Livingstone Tower").
Nel 1868, i capi locali (chiamati majumbe) concessero ai missionari cattolici di creare poco a nord di Bagamoyo un rifugio per i bambini che venivano salvati dal commercio degli schiavi; in seguito, l'insediamento dei missionari si sviluppò fino a comprendere una chiesa, una scuola, e alcune piccole attività produttive (progetti agricoli e officine).
Nel 1886, quando l'odierna Tanzania divenne colonia della Germania (col nome di Africa Orientale Tedesca), la Compagnia dell'Africa Orientale Tedesca scelse Bagamoyo come capitale della colonia, status che la città mantenne fino al 1891 (quando la capitale venne spostata a Dar es Salaam). Lo sviluppo rapidissimo di Dar es Salaam finì per oscurare Bagamoyo, in particolare a partire dal 1905, anno in cui iniziarono i lavori per la realizzazione della ferrovia che avrebbe collegato Dar all'entroterra.

## Bagamoyo oggi
Oggi Bagamoyo è un centro cittadino di secondo piano, noto soprattutto per la fabbricazione delle imbarcazioni tipiche note come dhow. La popolazione rappresenta la fusione di numerosi gruppi etnici dell'entroterra e della costa, fra cui Wazaramo, Wadoe, Wakwere, Wazigua, Wanyamwezi e Wamanyema. La cittadina gode di un certo afflusso turistico legato sia ai luoghi di interesse storico che ad attrazioni di tipo naturalistico.
Ogni anno, verso la fine di settembre, si svolge il Bagamoyo Festival, ospitato dal locale Istituto di Arte e Cultura (Taasisi ya Sanaa na Utamaduni o TaSUBa).

### Luoghi di interesse

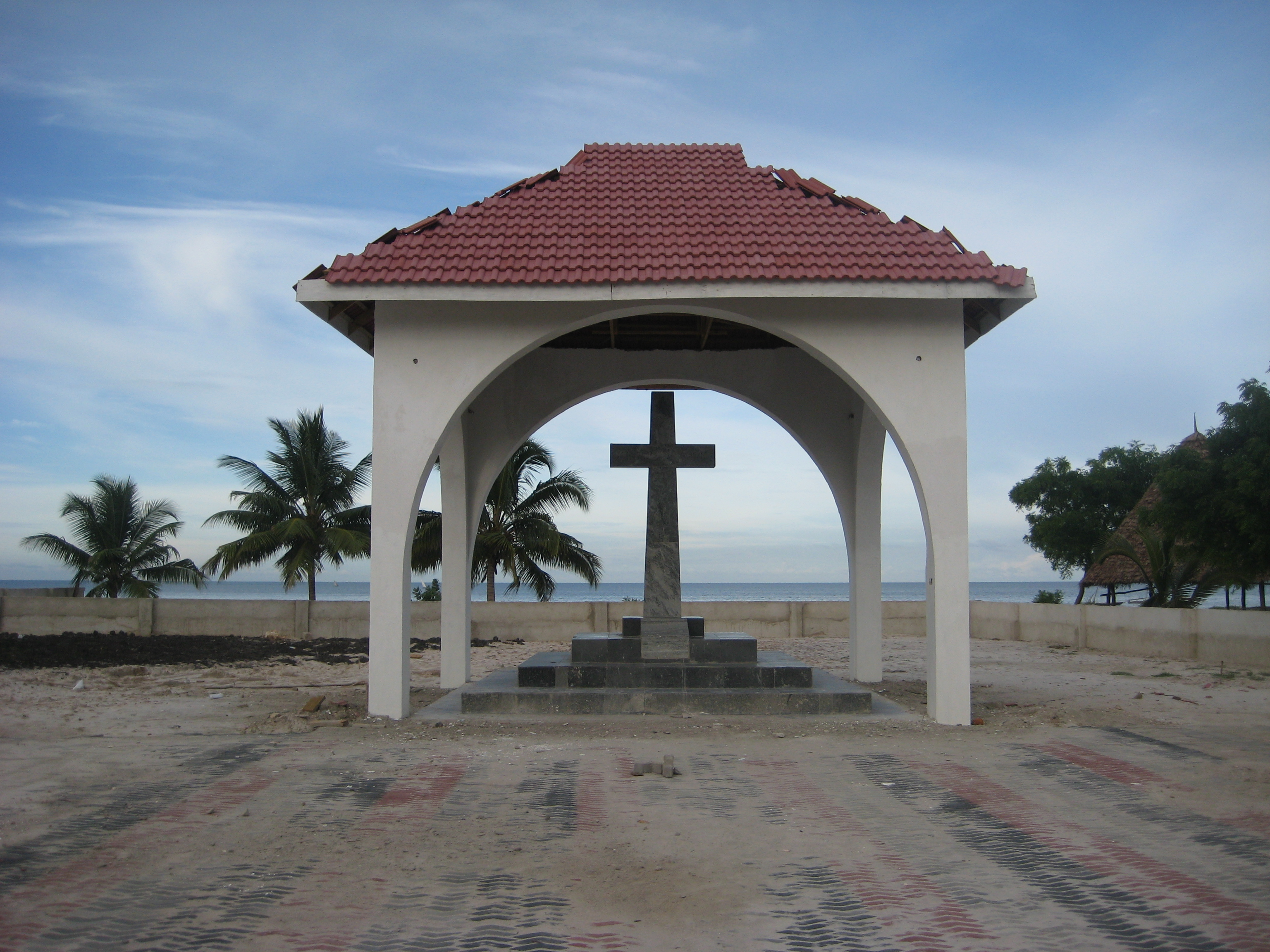
Croce commemorativa che ricorda il punto in cui, nel 1868, padre Antoine Horner, della Congregazione dello Spirito Santo, giunse sulla terraferma da Zanzibar, per fondare a Bagamoyo la missione più antica della Tanzania

Oltre alle vicine rovine di Kaole, Bagamoyo presenta altri luoghi di interesse storico, tra cui le rovine di molti edifici dell'epoca coloniale tedesca. Queste testimonianze rivestono sono protette dal Dipartimento delle Antichità della Tanzania. I due edifici principali sono la Chiesa di Bagamoyo, costruita nel 1868 (la più antica chiesa dell'Africa orientale) e il Boma (i quartier generale dell'amministrazione tedesca). Nell'edificio che oggi è del Bagamoyo Museum, inoltre si trova una cappella anglicana celebre per aver ospitato la salma di David Livingstone prima che questa fosse trasferita a Westminster.
Di interesse naturalistico è invece il delta del fiume Ruvu, nei dintorni di Bagamoyo, considerato un paradiso del bird watching.
A pochi chilometri a nord di Bagamoyo è presente il Parco Nazionale del Saadani, costituito nei primi anni 2000 per tutelare le specie animali locali dai bracconieri provenienti dalle vicine città di Dar es Salaam e Tanga. È l'unico parco nazionale africano che si affaccia sul mare, ed è quindi apprezzato per la possibilità di vedere la tipica fauna africana (come leoni, giraffe ed elefanti) in un ambiente inusuale come la spiaggia. Sempre nell'ambito delle attività del parco, è inoltre possibile effettuare escursioni in barca lungo il fiume Wami.